# Carlos Oquendo
Carlos Mario Oquendo Zabala (ur. 16 listopada 1987 w Medellín) – kolumbijski kolarz BMX, brązowy medalista olimpijski oraz brązowy medalista mistrzostw świata.

## Kariera
Pierwszy sukces w karierze Carlos Oquendo osiągnął w 2010 roku, kiedy zdobył brązowy medal w cruiserze podczas mistrzostw świata w Pietermaritzburgu. W zawodach tych wyprzedzili go jedynie Brazylijczyk Renato Rezende oraz inny Kolumbijczyk – Andrés Jiménez. Na rozgrywanych rok później mistrzostwach świata w Kopenhadze był szósty w wyścigu BMX. W 2012 roku wystartował na igrzyskach olimpijskich w Londynie, zajmując trzecie miejsce w BMX. Wyprzedzili go jedynie Łotysz Māris Štrombergs oraz Australijczyk Sam Willoughby.